# Knickzehenlaubfrösche (Unterfamilie)
Die Einteilung der Lebewesen in Systematiken ist kontinuierlicher Gegenstand der Forschung. So existieren neben- und nacheinander verschiedene systematische Klassifikationen. 
Das hier behandelte Taxon ist durch neue Forschungen obsolet geworden oder ist aus anderen Gründen nicht Teil der in der deutschsprachigen Wikipedia dargestellten Systematik.
Die Knickzehenlaubfrösche (Scinaxinae) wurden als eine aus zwei Gattungen bestehende Unterfamilie innerhalb der Familie der Laubfrösche angesehen. Der Name der Unterfamilie ist von der Gattung Scinax abgeleitet, deren Benennung vom griechischen Wort skinos (deutsch schnell, flink), hier in seiner ins Lateinische übernommenen Form scinax, abstammt. Neben der der artenreichen Gattung Scinax wurde noch die verwandte Gruppe Sphaenorhynchus in diese Gruppe gestellt.

## Verbreitung
Diese Frösche kommen von Ost- und Südmexiko über Mittelamerika bis Argentinien und Uruguay vor und sind auf den karibischen Inseln Trinidad und Tobago und St. Lucia vertreten.

## Beschreibung
Diese meist eintönig gefärbten Laubfrösche besitzen im Vergleich zu anderen Laubfröschen eine kleine bis mittelgroße Kopf-Rumpf-Länge und mittelgroße Augen. Die Haftscheiben an den Fingern sind breiter als lang. An den Fingern fehlen die Schwimmhäute gänzlich oder sind reduziert. Die Schwimmhaut zwischen der ersten und zweiten Zehe fehlt oder ist zu einem Saum an der zweiten Zehe reduziert. Weitere morphologische Merkmale, mit denen man Knickzehenlaubfrösche von anderen Laubfröschen unterscheiden kann, sind u. a. die Fontanelle, welche hinter den Augen (in unterschiedlichem Maße) hervorgehoben ist, das Integument des Kopfes, welches nicht mit dem Schädel verschmolzen ist, der vordere Teil des Schuppenbeins, welcher nicht bis zum Oberkiefer reicht und der kleine Kieferknochen, der gering ausgebildet ist und mit dem Oberkiefer ein Gelenk bildet.
Ursprünglich wurden die Scinax-Arten in verschiedene Artengruppen mit gemeinsame Merkmale eingeteilt, wie etwa eine charakteristische Färbung der Innenseiten der Schenkel bei der S. ruber-Gruppe (sogenannte „flash colors“). Jungfer (1987) beschrieb die auffällige Fähigkeit den ersten Finger und die erste Zehe um 90° nach vorne zu beugen, wahrscheinlich um sicherer „kopfunter“ zu sitzen. Duellman & Wiens (1992) ordnen diese Sitzweise zwar nur bestimmten Arten der Gattung zu (der S. rostrata-Gruppe, vgl. unten Systematik), in der Literatur taucht trotzdem für alle Scinaxinae-Arten der deutsche Trivialname „Knickzehenlaubfrösche“ auf.

## Lebensweise
In ihrem großen Areal finden sich Scinax-Arten in fast allen tropischen und subtropischen Lebensräumen mit einer besonders hohen Diversifikation in der Mata Atlântica Südostbrasiliens. Diese Laubfrösche nutzen normalerweise Tümpel oder Sümpfe, oftmals auch temporärer Natur, zur Reproduktion. Eine Artgruppe in Südamerika reproduziert sich in Bächen (S. catharinae-Gruppe), eine andere legt Eier in Wasseransammlungen in terrestrischen Bromelien (S. perpusilla-Gruppe). Die Kaulquappen sind freischwimmend.

## Systematik
Diese Laubfrösche wurden bis 1977 in der Hyla catharinae-Gruppe und der Hyla rubra-Gruppe geführt. Fouquette & Delahoussaye (1977) stellten sie in die Gattung Ololygon Fitzinger, 1843. Diese veraltete Einteilung beruht hauptsächlich auf der Morphologie der Spermien: Ololygon-Spermien besitzen zwei, die meisten anderen Laubfrosch-Spermien nur einen Schwanz. Jedoch besitzen viele andere Anurenarten ebenfalls zweischwänzige Spermien. Pombal & Gordo (1991) bemerkten zudem, dass sich unter den von Fouquette & Delahoussaye (1977) zur Gattung Ololygon gestellten Arten auch die Typspezies von Scinax Wagler, 1830 befand, welche Vorrang vor Ololygon besitzt. Duellman & Wiens (1992) zeigten zusätzlich anhand von morphologischen, osteologischen, larvalen und Reproduktionsmerkmalen, dass Scinax Wagler, 1830 Vorrang vor Ololygon hat. Sie ordneten die (damals bekannten) Arten sieben Gruppen zu:
- Scinax catharinae-Gruppe

S. albicans, S. arduous, S. ariadne, S. argyreornata, S. brieni, S. catharinae, S. flavoguttatus, S. heyeri, S. humilis, S. littoralis, S. machadoi und S. obtriangulatus
Duellman & Wiens (1992) modifizierten die Gruppeneinteilung nach Peixoto & Weygoldt (1987). Die Arten dieser Gruppe besitzen als gemeinsame, abgeleitete Merkmale, dass sie ihre Eier in Bächen ablegen und den Kaulquappen mancher Arten eine dorsale Lücke in der Dentalpapille fehlt (S. albicans, S. ariadne, S. flavoguttatus, S. heyeri, S. machadoi) oder stark reduziert ist (S. obtriangulatus).
- Scinax perpusilla (S. perpusillus)-Gruppe

S. alcatraz, S. atratus, S. cosenzai, S. littoreus, S. melloi, S. insperatus, S. perpusillus und S. v-signata
Diese Gruppe wurde erstmals von Peixoto (1987) erkannt. Ihre Arten kennzeichnen sich v. a. dadurch, dass sie ausschließlich Phytotelmata von Bromelien zur Reproduktion nutzen und charakteristische Rufer besitzen.
Arten der S. catharinae-Gruppe und der S. perpusillus-Gruppe besitzen aus dorsaler Sicht eine kurze und stumpfe Schnauze, ein charakteristisches dorsales Farbmuster und Kaulquappen mit abgerundeter Schnauze (soweit die Larven beschrieben sind bzw. 1992 waren). Duellmann & Wiens (1992) sehen auch darin abgeleitete Merkmale.
- Scinax rizibilis-Gruppe

S. jureia, S. ranki und S. rizibilis
Diese Gruppe wurde zuerst von Andrade & Cardoso (1988) erkannt. Als Synapomorphie besitzen die drei Arten paarige Schallblasen.
- Scinax rubra (S. ruber)-Gruppe

S. blairi, S. chiquitanus, S. elaeochrous, S. funereus, S. fuscovarius, S. hayii, S. quinquefasciatus, S. ruber und S. similis
Mexiko bis Argentinien, die meisten Arten in Südostbrasilien; kleine bis mittlere Größe, einzelne kehlständige Schallblase, Schnauze ungepunktet, Innenseite der Hinterbeine auffällig gefärbt, Ruf aus mehreren Impulsen; Reproduktion hauptsächlich im Offenland.
- Scinax rostrata (S. rostratus)-Gruppe

S. boulengeri, S. garbei, S. kennedyi, S. nebulosus, S. pedromedinae, S. proboscideus, S. rostratus und S. sugillatus
Die Gruppe wurde von Duellman (1972) definiert. Alle Arten besitzen eine spitze, flache Schnauze. Außer bei S. nebulosa besitzen die bekannten Kaulquappen charakteristische Zahnformeln. Außer S. kennedyi und S. rostratus besitzen alle Arten konische, ulnare, tarsale und labiale Tuberkel. Duellman & Wiens (1992) sehen es als einheitliches Merkmal dieser Gruppe an, „kopfunter“ an vertikalen Oberflächen zu sitzen (vgl. oben Beschreibung) und dabei zu rufen.
- Scinax staufferi-Gruppe

S. agilis, S. baumgardneri, S. berthae, S. danae, S. exiguus, S. fuscomarginatus, S. nasicus, S. parkeri, S. squalirostris, S. staufferi, S. trilineatus und S. wandae
- Scinax x-signata (S. x-sigantus)-Gruppe

S. acuminatus, S. boesemani, S. crospedospilus, S. cruentommus, S. cuspidatus und S. x-sigantus
Die Einteilung in diese sieben Gruppen basiert aber teilweise auf von Fouquette & Delahoussaye (1977) beschriebenen Unterschieden in der Morphologie der Spermienköpfe. Zudem konnten Duellman & Wiens (1992) die Monophylie der S. ruber-, S. staufferi- und S. x-siganatus-Gruppen nicht bestätigen und auch nicht alle damals bekannten Arten den sieben Gruppen zuordnen.
Faivovich (2002) führte daher eine kladistische Analyse mit 36 Vertretern der Gattung und acht außenstehenden Arten anhand von osteologischen, myologischen, morphologischen Merkmalen der Adulti und Larven sowie Merkmalen in der Reproduktionsbiologie und Karyotypen durch. Nach diesen Resultaten ergeben sich nur noch zwei Kladen: die Scinax catharinae-Klade (mit den beiden Artengruppen S. catharinae und S. perpusillus) und die Scinax ruber-Klade (mit den S. rostratus-, S. ruber- und S. staufferi-Artengruppen). Zudem wurden einige Arten umgruppiert.
Faivovich et al. (2005) zeigten in ihrer molekulargenetischen Untersuchung an der Familie Hylidae, dass die Gattung Scinax monophyletisch ist. Duellman & Wiens (1992) stellten die Hypothese auf, dass Scinax das Adelphotaxon von Scarthyla und diese Klade wiederum das Adelphotaxon von Sphaenorhynchus ist. Faivovich et al. (2005) testeten diese Hypothese ebenfalls und zeigten, dass Scinax nicht die Schwestergruppe von Scarthyla ist, sondern entweder von einer Klade, die aus Scarthyla, Lysaphus und Pseudis besteht, oder einer sogenannten "South America II"-Klade, die neben den bereits genannten Gattungen zusätzlich die Gattungen Sphaenorhynchus und Xenohyla sowie einige Arten einschließt, die momentan noch unter Hyla geführt werden. Die Systematik der Gattung Scinax ist somit noch nicht endgültig geklärt.

## Arten

### Scinax
Zu der Gattung Scinax wurden im Jahr 2021 128 Arten gezählt. Eine vollständige Artenliste ist im Gattungsartikel Knickzehenlaubfrösche zu finden.

### Scinax-catharinae-Gruppe
Die Artengruppe um Scinax catharinae wurde 2016 zu einer eigenen Gattung namens Ololygon Fitzinger, 1843 erhoben, zwischenzeitlich wurde diese taxonomische Entscheidung wieder rückgängig gemacht, aber nach eingehenden molekulargenetischen Untersuchungen wurde die Gattung Ololygon im Jahr 2023 wiedererrichtet.
Stand: 7. Juni 2020
- Ololygon agilis (Cruz & Peixoto, 1983)
- Ololygon albicans (Bokermann, 1967)
- Ololygon alcatraz (Lutz, 1973)
- Ololygon angrensis (Lutz, 1973)
- Ololygon arduous (Peixoto, 2002)
- Ololygon argyreornatus (Miranda-Ribeiro, 1926) (auch Ololygon argyreornata)
- Ololygon ariadne (Bokermann, 1967)
- Ololygon aromothyella (Faivovich, 2005)
- Ololygon atrata (Peixoto, 1989)
- Ololygon belloni (Faivovich, Gasparini & Haddad, 2010)
- Ololygon berthae (Barrio, 1962)
- Ololygon brieni (De Witte, 1930)
- Ololygon caissara (Lourenço, Zina, Catroli, Kasahara, Faivovich & Haddad, 2016)
- Ololygon canastrensis (Cardoso & Haddad, 1982)
- Ololygon cardosoi Carvalho-e-Silva & Peixoto, 1991
- Ololygon carnevallii Caramaschi & Kisteumacher, 1989
- Ololygon catharinae (Boulenger, 1888)
- Ololygon centralis (Pombal & Bastos, 1996)
- Ololygon cosenzai (Lacerda, Peixoto & Feio, 2012)
- Ololygon faivovichi (Brasileiro, Oyamaguchi & Haddad, 2007)
- Ololygon flavoguttata (Lutz & Lutz, 1939)
- Ololygon garibaldiae (Lourenço, Lingnau, Haddad & Faivovich, 2019)[10]
- Ololygon goya Andrade, Santos, Rocha, Pombal & Vaz-Silva, 2018
- Ololygon heyeri Peixoto & Weygoldt in Weygoldt, 1986
- Ololygon hiemalis (Haddad & Pombal, 1987)
- Ololygon humilis (A. Lutz & B. Lutz, 1954)
- Ololygon insperata (da Silva & Alves-Silva, 2011)
- Ololygon jureia (Pombal & Gordo, 1991)
- Ololygon kautskyi Carvalho e Silva & Peixoto, 1991
- Ololygon littoralis (Pombal & Gordo, 1991)
- Ololygon littorea Peixoto, 1988 (auch Ololygon littoreus)
- Ololygon longilinea (Lutz, 1968)
- Ololygon luizotavioi Caramaschi & Kisteumacher, 1989
- Ololygon machadoi (Bokermann & Sazima, 1973)
- Ololygon melanodactyla (Lourenço, Luna & Pombal, 2014)
- Ololygon melloi Peixoto, 1989
- Ololygon muriciensis (Cruz, Nunes & Lima, 2011)
- Ololygon obtriangulata (Lutz, 1973)
- Ololygon peixotoi (Brasileiro, Haddad, Sawaya & Martins, 2007)
- Ololygon perpusilla (Lutz & Lutz, 1939)
- Ololygon pombali (Lourenço, Carvalho, Baêta, Pezzuti & Leite, 2013)
- Ololygon ranki (Andrade & Cardoso, 1987)
- Ololygon rizibilis (Bokermann, 1964)
- Ololygon skaios (Pombal, Carvalho, Canelas & Bastos, 2010)
- Ololygon skuki (Lima, Cruz & Azevedo, 2011)
- Ololygon strigilata (Spix, 1824)
- Ololygon trapicheiroi (A. Lutz & B. Lutz in Lutz, 1954)
- Ololygon tripui (Lourenço, Nascimento & Pires, 2010 "2009")
- Ololygon tupinamba (Silva & Alves-Silva, 2008)
- Ololygon v-signata (Lutz, 1968)

### Scinax-uruguayus-Gruppe
Auch die Scinax-uruguayus-Gruppe wurde 2016 zu einer Gattung namens Julianus erhoben, als Duellman, Marion und Hedges die Art Scinax uruguayus aus der Gattung Scinax ausgliederten und in eine eigene Gattung stellten. Die Gattung umfasste 3 Arten, wurde aber 2020 wieder mit Scinax synonymisiert.
Stand: 7. Juni 2020
- Julianus fontanarrosai (Baldo, Araujo-Vieira, Cardozo, Borteiro, Leal, Pereyra, Kolenc, Lyra, Garcia, Haddad & Faivovich, 2019)
- Julianus pinimus (Bokermann & Sazima, 1973)
- Julianus uruguayus (Schmidt, 1944)

### Sphaenorhynchus
Die Gattung Sphaenorhynchus wurde wegen des Schwestergruppenverhältnisses zu Scinax von Duellman, Marion und Hedges ebenfalls in die neue Unterfamilie Scinaxinae gestellt. Die Gattung umfasst 14 Arten:
Stand: 7. Juli 2021
- Sphaenorhynchus botocudo Caramaschi, Almeida & Gasparini, 2009
- Sphaenorhynchus bromelicola Bokermann, 1966
- Sphaenorhynchus cammaeus Roberto, Araujo-Vieira, Carvalho e Silva & Ávila, 2017
- Sphaenorhynchus canga Araujo-Vieira, Lacerda, Pezzuti, Leite, Assis & Cruz, 2015
- Sphaenorhynchus caramaschii Toledo, Garcia, Lingnau & Haddad, 2007
- Sphaenorhynchus carneus (Cope, 1868)
- Sphaenorhynchus dorisae (Goin, 1957)
- Sphaenorhynchus lacteus (Daudin, 1800)
- Sphaenorhynchus mirim Caramaschi, Almeida & Gasparini, 2009
- Sphaenorhynchus palustris Bokermann, 1966
- Sphaenorhynchus planicola (Lutz & Lutz, 1938)
- Sphaenorhynchus platycephalus (Werner, 1894)
- Sphaenorhynchus prasinus Bokermann, 1973
- Sphaenorhynchus surdus (Cochran, 1953)

### Gabohyla
Im Jahr 2020 wurde die Art Sphaenorhynchus pauloalvini aus der Gattung Sphaenorhynchus ausgegliedert. Aufgrund vieler morphologischer Unterschiede zu den anderen Sphaenorhynchus-Arten und phylogenetischer Ergebnisse kam die Forschergruppe zu dem Schluss, dass für diese Art eine neue, monotypische Gattung errichtet werden sollte. Die Gattung wurde Gabohyla genannt, mit der einzigen Art Gabohyla pauloalvini (Bokermann, 1973). Diese Ausgliederung wurde jedoch im Jahr 2022 rückgängig gemacht.